# 由良インターチェンジ
由良インターチェンジ（ゆらインターチェンジ）は、山口県山口市阿知須に位置する山口宇部道路のインターチェンジ。

## 概要
山口市阿知須（旧吉敷郡阿知須町）と山口市佐山（旧吉敷郡佐山村）の字境近くに位置する。IC名の「由良」は山口市佐山の小字名に由来する。
県道宇部防府線から交差点分岐するダイヤモンド型構造となっている。有料道路時代から料金所はなく、阿知須IC付近の嘉川・由良料金所にて集約収受を行っていた。建設当初は阿知須IC方向のみのハーフICであり、嘉川IC方向には出入りできなかったが、2015年6月10日に嘉川IC方面のランプが完成し、供用開始、フルランプ化されている。

## 道路
- E2 山口宇部道路

## 接続する道路
- 山口県道25号宇部防府線

## 周辺
- 西日本旅客鉄道山陽本線 本由良駅
- 山口テクノパーク
- ファーストリテイリング本社・ユニクロ本社
- 北方八幡宮
- 河原谷公園

## 隣
E2 山口宇部道路
嘉川IC - 由良IC - 阿知須IC